# Hannelore Schröder
Hannelore Schröder (Halle (Saale), 14 oktober 1935 – Leipzig, 6 mei 2023) is een Duitse onderzoekster van het fenomeen patriarchaat en theoreticus op het gebied feminisme.
Zij wordt omschreven als radicaal-feministisch sociaal wetenschapper.

## Levensloop
Hannelore Schröder groeide op als dochter van de ongeschoolde arbeidster Ella Schröder in Halle (Saale) in de toenmalige Duitse Democratische Republiek. 
Haar moeder was bij haar geboorte gescheiden van Hannelore's vader en trouwde later een tweede maal. 
Hannelore had een slechte relatie met haar stiefvader; hij noemde haar dom, lui, vraatzuchtig en sloeg haar. 
Ze had twee broers en zussen.
Op tienjarige leeftijd kreeg ze op aansporing van haar onderwijzeres op de lagere school een kleine beurs voor de Francke-stichtingen te Halle, waar zij in 1954 examen kon afleggen. 
Ze wilde studeren, maar werd niet tot de universiteit toegelaten. 
Daarom ging ze in 1955 naar West-Duitsland. 
Daar werd zij niet als vluchteling erkend en was haar diploma niet geldig. 
Vluchtelingen uit de Sovjet-bezettingszone in Duitsland werden beschouwd als mogelijke propagandisten van het communistische regime en dus kon zij ook niet in het Westen studeren.
Ze verdiende de kost met laagbetaald werk, trouwde, kreeg een kind en scheidde in 1967.
Zij haalde alsnog haar diploma en begon op 32-jarige leeftijd aan de studie politieke wetenschappen, rechtsgeschiedenis en onderwijs aan de Universiteit van Frankfurt in Frankfurt am Main. 
Zij promoveerde in 1975 op het onderwerp De bezitsloosheid en rechteloosheid van de vrouw in de patriarchaal-burgerlijke politieke theorie, geïllustreerd aan de hand van het voorbeeld van J. G. Fichtes Grondslag van het natuurrecht bij de hoogleraren Iring Fetscher en Walter Euchner.
Zij zette zich in tegen de strafbaarstelling in Duitsland van abortus, en deed mee aan de actie Wir haben abgetrieben! (waarbij 374 vrouwen ervoor uitkwamen een abortus te hebben gehad), werkte bij het Frauenforum in München en het Vrouwencentrum in Göttingen. 
Zij was betrokken bij de eerste Berlijnse Zomeruniversiteit voor vrouwen in 1976.

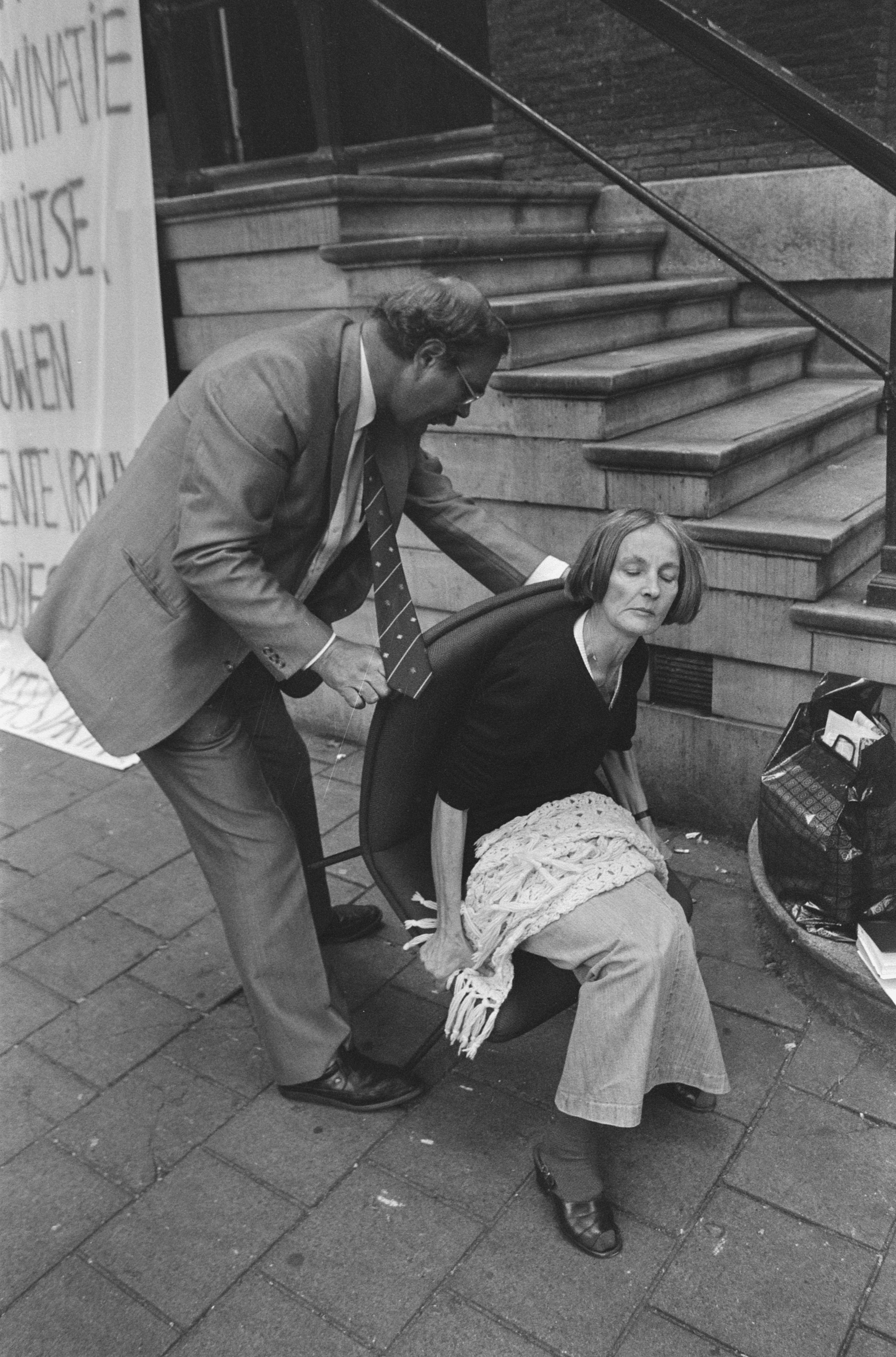
Hongerstaakster Hannelore Schröder wordt door een medewerker van de Universiteit van Amsterdam van haar stoel "ontdaan" voor het Maagdenhuis (2 september 1987)

Van 1975-1978 vond zij als feministe in de Bondsrepubliek Duitsland geen universitaire baan, en ook geen uitgever voor haar proefschrift. 
Zij ging naar Nederland en werd de eerste docente "Vrouwenstudies" aan de Universiteit van Amsterdam. 
Zij werd vanaf het begin gediscrimineerd en na vier jaar ontslagen. 
Ze spande een rechtszaak aan tegen de universiteit en protesteerde 17 dagen lang met een hongerstaking totdat de universiteit haar weer aannam (maar alleen in deeltijd en met tijdelijke contracten). 
In 1987 ging zij een tweede maal in hongerstaking om een vaste aanstelling en meer betaalde uren per week te krijgen. 
Na 27 dagen gaf de universiteit toe.
Schröder beschrijft de situatie aan de Universiteit van Amsterdam na de hongerstaking en de 12 jaar die daarop volgden als volgt:
Ik heb de hongerstaking op een woensdag beëindigd, op maandag ben ik weer gaan werken. Nu nam 'man' wraak: de rechtsfilosofen, allemaal mannen, gooiden mij uit hun afdeling, de directeur van de faculteit beval dat mij geen kantoormateriaal meer werd verstrekt en dat mijn werkkamer werd ontruimd terwijl ik op archiefreis was. Ik vond mijn werkmateriaal in verhuisdozen in een sloopgebouw. Hoewel ik in dienst was van deze faculteit, ontving ik ook geen toelage voor conferentiereizen, voor de aankoop van literatuur, voor fotokopieën en geen computer; er werden er honderden aangeschaft voor studenten. Geen enkele andere afdeling wilde me aannemen; ik werd direct onder de decaan geplaatst. Ik moest nog een paar keer verhuizen naar andere werkkamers; ten slotte naar een klein, donker kamertje in het Spinhuis, ooit een werkhuis voor onhandelbare vrouwen.
Aangezien ik geen seminars mocht geven, de vrouwen- en mannenstudies in het hele land mij als een paria behandelden, bracht ik de volgende twaalf jaar - tot 2000 - in een soort van eenzame opsluiting door. 
Toen ik in 2000 met pensioen ging, na 22 jaar, kraaide er geen haan naar, en niemand schudde me de hand. 
Kruiers en magazijnmedewerkers werden destijds wèl uitgezwaaid en kregen een voorkeursbehandeling. 
In 1985 had ik een klacht ingediend (7 bladzijden met 23 bewijsstukken) bij de "Commissie Gelijke Behandeling van Mannen en Vrouwen in Overheidsdienst" van het Ministerie van Binnenlandse Zaken in Den Haag. 
Ik heb de Commissie gevraagd mijn klachten over ongelijke behandeling te onderzoeken en tot een oordeel te komen. 
Na ongeveer anderhalf jaar deelden deze juristen mij mee dat zij geen ongelijke behandeling hadden kunnen vaststellen!
In 1989 gaf ik een boek uit over de mensenrechten van Olympe de Gouges, de eerste vertaling van haar verklaring in het Nederlands. 
Het werd doodgezwegen.
— Hannelore Schröder
Schröder ging in 2000 met pensioen en woont anno 2022 in Leipzig.

## Werk
Rond 1970 begon Schröder met historisch en ideologiekritisch onderzoek.
Schröder hield zich bezig met feministische kritiek op het patriarchaat en met emancipatie uit persoonlijke afhankelijkheid, wetteloosheid en machteloosheid. 
In 1973 herontdekte zij de "Verklaring van de rechten van de vrouw en de burger" van Olympe de Gouges uit 1791 in de Bibliothèque Nationale en publiceerde die voor het eerst in de Bondsrepubliek Duitsland.
In 1976 publiceerde zij The Bondage of Women and Other Writings on Women's Emancipation, waarin ze aantoonde dat het traktaat The Bondage of Women uit 1869 niet door John Stuart Mill alleen is geschreven, maar samen met Harriet en Helen Taylor.
Ze publiceerde in het tijdschrift Erwägen Wissen Ethik.
Zij bewerkte en annoteerde documenten van het internationale feministische verzet van 1789 tot 1918 in Die Frau ist frei geboren.

## Lidmaatschappen
Schröder is lid van de Amerikaanse Coalition Against Trafficking in Women (Coalitie tegen Vrouwenhandel) en was tot 1992 lid van de The International Association of Women Philosophers (Internationale Vereniging van Vrouwelijke Filosofen, IAPh). 

## Nederlandstalige publicaties
Enkele van haar werken zijn in het Nederlands verschenen:
- Olympe de Gouges (1989): Verklaring van de rechten van de vrouw en burgeres : (Parijs 1791) - inleiding en commentaar van Hannelore Schröder
- 1988: Intellect kent geen sekse : grote vrouwen van de 20e eeuw